# Астраханская ГРЭС
Астраханская ГРЭС (ПГУ-110) — энергетическое предприятие в Астрахани, Южный федеральный округ. ГРЭС является генерирующей мощностью «Лукойл-Астраханьэнерго».

## Эксплуатация
Астраханская ГРЭС введена в эксплуатацию 27 декабря 1947 года.
Установленная электрическая мощность — 121 МВт, установленная тепловая мощность — 0 Гкал/час (конденсационный режим работы).
Основное оборудование:
- Две газотурбинные установки на базе газовой турбины типа LM6000PF-Sprint производства фирмы «General Electric». Частота вращения ротора — 6094 об/мин, температура газа за турбиной — 5550 С, давление топливного газа 1,1+0,1 МПа, температура воздуха на входе в компрессор от -400 С до +400 С Два паровых котла-утилизатора КГТ-44/4,6-435-13/0,5-210 для выработки перегретого пара за счет утилизации тепла сбросных дымовых газов от газовой турбины, паропроизводительность контура высокого давления 44,2 т/ч, низкого — 13,04 т/ч, температура газов на входе в котёл — 455,20 С. Паровая турбина типа Т-14/23-4,5/0,18 производства ОАО «Калужский турбинный завод» с регулируемым отопительным отбором пара, частота вращения ротора — 3000 об/мин, абсолютное давление — 4,5 МПа, температура свежего пара — 4300 С, расход — 26 т/ч. Турбогенераторы: — тип ТТК-25-2У3-П, мощность 25 МВт, напряжение 10,5 кВ — воздушное охлаждение — 1 шт; тип BDAX7-290ERJT, мощность 50 МВт, напряжение 10,5 кВ, воздушное охлаждение — 2 шт.

В 2011 году на Астраханской ГРЭС введена в эксплуатацию парогазовая установка ПГУ-110 с замещением существующего генерирующего оборудования, выработавшего свой ресурс и подлежащего демонтажу. Сейчас старый главный корпус заброшен, но хорошо охраняется.